# Scholengemeenschap Twickel
De Scholengemeenschap Twickel is een Nederlandse rooms-katholieke scholengemeenschap voor voortgezet onderwijs in Twente, met vestigingen in Hengelo, Borne en Delden. De scholengemeenschap biedt onderwijs voor athenaeum, havo, vmbo en lwoo. De scholengemeenschap is ontstaan uit een fusie van verschillende scholen in de regio. Aan de basis van de fusie stond het Twickel College, een school die in het midden van de jaren zestig van de twintigste eeuw ontstond als een dependance van het Grundellyceum. De scholengemeenschap ressorteert onder de Stichting Carmelcollege. De school heeft een lange traditie in het aanbieden van buitenschoolse activiteiten en wordt regionaal geroemd vanwege een van haar decanen, Jan Heerdink, een theologiealumnus van de Amerikaanse Yale-universiteit, die tevens de vakken levensbeschouwing en filosofie doceert.

## Bekende oud-leerlingen
- Jon Hermans-Vloedbeld (1954), politica
- Marga Waanders (1959), politica
- Margot Ribberink (1965), meteorologe
- Jonieke van Es (1966-2012), kunsthistorica
- Chun Wei Cheung (1972-2006), roeier
- Jorien ter Mors (1989), shorttrackster en langebaanschaatsster